# Municipio de Union (condado de Pender)
El municipio de Union (en inglés: Union Township) es un municipio ubicado en el  condado de Pender en el estado estadounidense de Carolina del Norte. En el año 2010 tenía una población de 4.232 habitantes.

## Geografía
El municipio de Union se encuentra ubicado en las coordenadas 34°40′5.6″N 78°0′39.95″O / 34.668222, -78.0110972.